# 目連救母
目連救母是一則佛經故事，有諸多版本，在中國流傳最廣的變文版本，是釋迦牟尼佛的神通第一弟子目犍連（簡稱目連、目蓮）以神通能力到達饿鬼道，見母親身受饿鬼之苦，最終借十方眾僧威神之力使母親解脫。但最初故事原型是目連請佛陀為其母說法，讓他已經成為天人的母親修成果位，解脫輪迴，因說法布施是大功德，而非儒教影響下轉變的忠孝故事。

## 简介
《盂蘭經》稱目犍連得道後，想報父母養育之恩，以神通力見亡母生餓鬼道中，感到悲傷的目犍連用鉢盛飯，為母供食。然而，飯未入口，就化為火炭，目犍連向釋迦牟尼佛陳說此事。佛說光憑一人之力無法解救，須仰賴供養眾僧功德的威神之力乃得解脫，要目犍連於七月十五日（佛教結夏安居最後一日），備好麨飯、五果、瓫罐、香油、燈燭、床榻、臥具，供養眾僧。當此之日，眾佛教聖者，皆示現僧人之身，一同受鉢，自恣懺悔，具清淨戒。供養此等之眾，則其過世先祖、親屬，得出三惡道，應時解脫，衣食自然。最後，目犍連之母於是日得脫餓鬼之苦。經文最後說一切大眾皆可依照此法供養僧團，救度先亡。

## 變文
漢傳《目連救母》故事最早起源於《盂蘭盆經》，張祜曾對白居易說：“明公亦有《目連經》。《長恨詞》云：‘上窮碧落下黃泉，兩處茫茫皆不見。’此不是目連訪母耶？”。敦煌變文寫本有《大目犍連變文》、《大目連變文》和《大目連緣起》，元代末年有《目蓮救母出離地獄昇天》。明代戲曲作家鄭之珍著有傳奇《目連救母》，全名《目連救母勸善戲文》。乾隆年間，張照參考鄭之珍《目連救母》，編撰《勸善金科》二百四十集。在中國民間信仰中，《目連救母》故事被改編，不再是透過供養佛僧以救母，而是自己持著佛祖的禪杖，打破地獄之門，救出母親。

## 发展
最初盂兰盆节中，佛教僧众用盆子裝滿百味五果，供養的是釋迦佛、眾阿羅漢、僧侶，以拯救入地獄的苦難眾生。
目蓮救母的故事，也成為戲曲演出的重要題材，被稱作目蓮戲，目蓮戲常與鄉民的宗教儀式相結合，尤其中元節的酬神者，神功戲更是必邀目蓮戲。

### 民俗節日
福州十邑的拗九节相传源於目連救母的典故。

傳說佛陀弟子目連的母親平素蠻橫，死後靈魂禁锢於地獄，罰做沒有飯喫的餓鬼。目連是個羅漢，能看到母親的慘狀，於是他每天用神通到地府幫母親送飯，卻都被陰間的無常鬼卒喫掉。
直到農曆正月廿九，目連送一碗黑芝麻、糯米、花生、紅棗、桂圓等等加紅糖煮成的黑色甜粥，鬼卒以為這粥裏都是「垢」，不肯拿，目連母親才得以飽餐一頓。
後世為了紀念目連孝心，一定要在正月廿九這一天煮放了紅糖的熬九粥給父母、長輩食用。因福州话中“垢”、“九”同音，此粥又被称为“拗九粥”，正月廿九日则成为了「拗九节」。

## 相關連結
- 目犍連
- 盂蘭節
- 拗九節
- 破地獄
- 十大弟子
- 劈山救母